# Giaura simeoni
Giaura simeoni är en fjärilsart som beskrevs av Robinson 1975. Giaura simeoni ingår i släktet Giaura och familjen trågspinnare. Inga underarter finns listade i Catalogue of Life.